# Partit Africà per a la Independència (Touré)
El Partit Africà per a la Independència (en francès: Parti Africain de l'Indépendance) és un partit polític de Burkina Faso, liderat per Soumane Touré. Va ser fundat el 1999 quan Touré va trencar amb l'original PAI. El PAI de Touré es va ajuntar al govern i va obtenir el reconeixement legal del nom PAI.
A les últimes eleccions legislatives del 5 de maig del 2002, el partit va obtenir el 3,6% del vot popular i 5 dels 111 escons. Touré va aconseguir l'1,1% dels vots a les eleccions presidencials del 2005. El partit publica L'Avant-Garde.
El PAI de Touré va perdre el registre del nom del partit el juny de 2011.
El setembre de 2011, Touré va fundar un nou partit, el Partit de la Independència, el Treball i la Justícia (PITJ).